# Западно-Казахстанская областная библиотека для детей и юношества имени Х. Есенжанова
Западно-Казахстанская областная библиотека для детей и юношества имени Хамзы Есенжанова  — крупнейшая библиотека в Западно-Казахстанской области, первая юношеская библиотека в Казахстане.

## История
В 1961 году впервые в Уральске была открыта областная детская библиотека. Приказом Министерства культуры Казахской ССР от 7 апреля 1961 года был утвержден штат библиотеки в количестве шести единиц. Тогда же коллектив вновь организованной библиотеки обратился с ходатайством о присвоении библиотеке имени детского писателя Аркадия Петровича Гайдара. Ходатайство было одобрено и в 1961 году библиотеке было присвоено имя Аркадия Гайдара.
В 1967 году в Уральске открывается городская юношеская библиотека. Это первая юношеская библиотека в Казахстане. А с 1979 года Уральская областная юношеская библиотека утверждена Министерством культуры Казахской ССР как республиканская школа передового опыта по организации работы по руководству чтением различных социально-психологических групп читателей юношеского возраста.
В 1988 году в качестве эксперимента впервые в республике в городе Уральске были объединены 2 библиотеки: областная детская библиотека им. А. П. Гайдара и областная юношеская библиотека в Западно-Казахстанскую областную библиотеку для детей и юношества имени А. П. Гайдара. Объединение библиотек преследовало цель — реализовать принципы преемственности в обслуживании читателей, создание полноценной информационной службы по обслуживанию детей и юношества.
Постановлением Правительства Республики Казахстан от 20 декабря 2016 года № 827 областная библиотека для детей и юношества им. А. П. Гайдара была переименована в Западно-Казахстанскую областную библиотеку для детей и юношества имени Хамзы Есенжанова.
С 1994 года библиотеку возглавляет Утешова Звайда Бисеновна.

## Отделы библиотеки
1. Инновационно-методический отдел библиотеки
2. Информационно-библиографический отдел
3. Отдел комплектования, обработка документов и организации каталогов
4. Сектор книгохранения
5. Отдел обслуживания возраста
6. Отдел обслуживания учащихся 5-9 классов
7. Отдел обслуживания юношества
8. Отдел литературы по искусству

## Фонды библиотеки
Фонд библиотеки насчитывает 199572 тысяч единиц хранения. Это детская, научно-популярная, учебная, художественная литература на казахском, русском и на других языках, уникальный фонд видео и аудио материалов. Библиотека выписывает более 180 наименований периодических изданий. Ежегодно библиотека обслуживает свыше 21 тысяч читателей, которым выдается около 420 тысяч экземпляров книг и периодических изданий.